# Jota Coronae Borealis
Jota Coronae Borealis (ι Coronae Borealis, förkortat Jota CrB, ι CrB) som är stjärnans Bayerbeteckning, är en dubbelstjärna belägen i den mellersta delen av stjärnbilden Norra kronan. Den har en kombinerad skenbar magnitud på 4,96 och är synlig för blotta ögat där ljusföroreningar ej förekommer. Baserat på parallaxmätning inom Hipparcosuppdraget på ca 10,5 mas, beräknas den befinna sig på ett avstånd på ca 312 ljusår (ca 96 parsek) från solen. 

## Egenskaper
Primärstjärnan Jota Coronae Borealis A är en blå till vit jättestjärna av spektralklass A0 IIIp (HgMnEu),vilket anger att den är en kemiskt ovanlig kvicksilver-manganstjärna med smala absorptionslinjer. Den har en radie som är ca 2,2 gånger större än solens och utsänder från dess fotosfär ca 90 gånger mera energi än solen vid en effektiv temperatur på ca 10 700 K.
Jota Coronae Borealis är en enkelsidig spektroskopisk dubbelstjärna med en omloppsperiod på 35,5 dygn och en excentricitet på 0,56. Följeslagaren, Jota Coronae Borealis B, verkar vara en stjärna av spektraltyp A.